# Акита-синкансэн

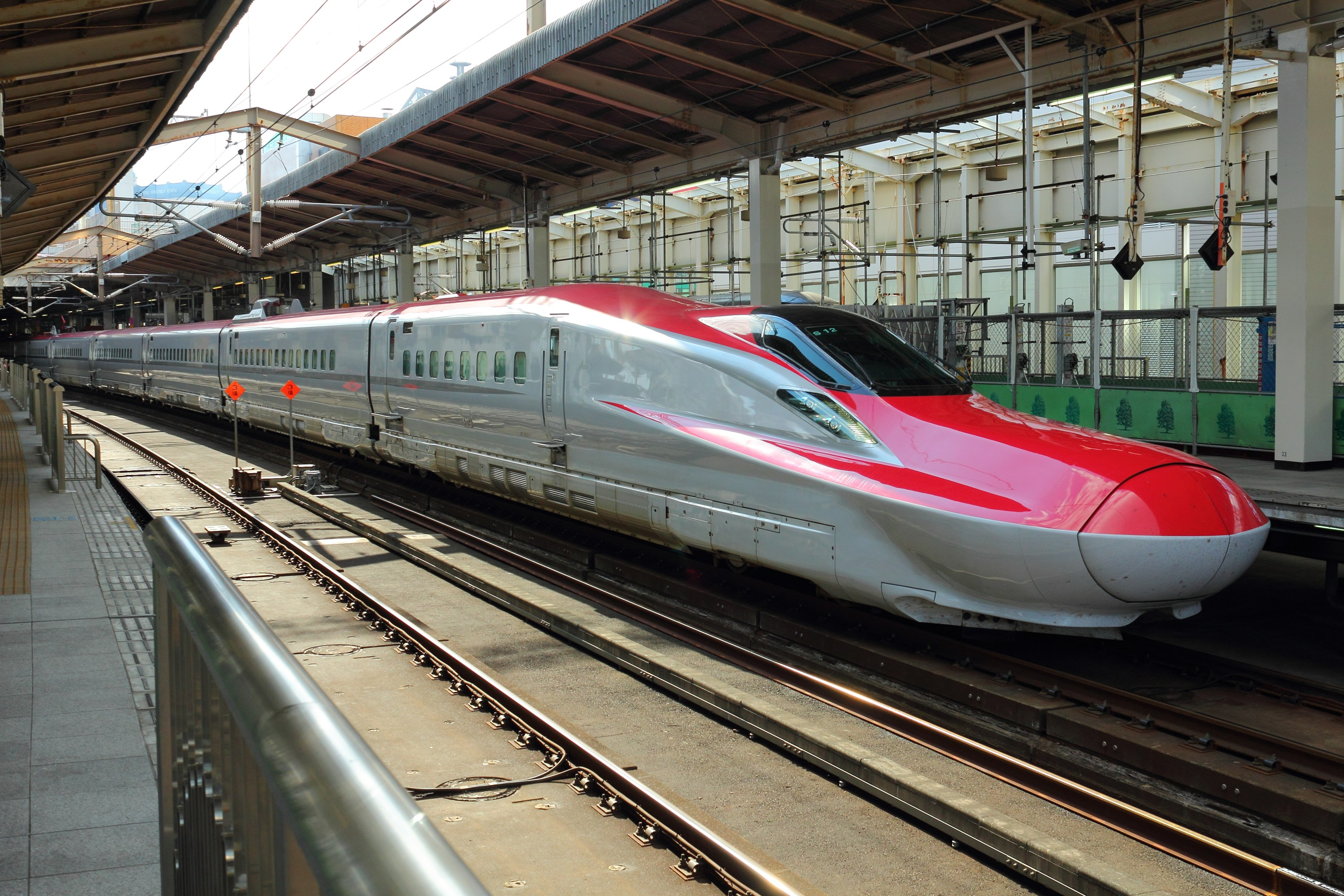
Серия Е6 (Komachi)

Акита-синкансэн (яп. 秋田新幹線, Акита-синкансэн) — мини-синкансэн линия высокоскоростных железных дорог в Япония. Обслуживает регионы Канто и Тохоку, связывая станции Токио и Акита в префектуре Акита с прямым обслуживанием. Из Токио до станции Мориока в префектуре Иватэ действует на Тохоку-синкансэн. Оттуда на станцию Омагари используется Линия Тадзавако. На участке от Омагари до Акиты используется Главная линия Оу. Протяженность всей линии 127,3 км, а максимальная развиваемая скорость на данный момент 130 км/ч.

## История
- 22 марта 1997 года, на участке дороги от Мориока до Акита начали работать поезда серии Е3 состоящие из 5 вагонов.
- 1998 год, поезда увеличили до 6 вагонов.
- 11 марта 2006 года, на линии было перевезено 20 млн пассажиров.

## Будущее развитие
- март 2013 года, должны быть представлены новые поезда серии E6 для услуг Комати.
- март 2014 года, все услуги Комати будут осуществляться поездами серии E6, работающими на скорости 320 км/ч на линии Тохоку-синкансэн.

## Операции
Комати осуществляют перевозки между Токио и Мориокой, а также между Мориокой и Акитой. По маршрутам курсируют поезда серии E3 состоящие из 6 вагонов.

## Станции
| Станция    | Японское название | Расстояние (км) от Токио | Линии                                                                            | Местоположение | Местоположение   |
| ---------- | ----------------- | ------------------------ | -------------------------------------------------------------------------------- | -------------- | ---------------- |
| Мориока    | 盛岡              | 535.3                    | Тохоку-синкансэн, Линия Тохоку, Линия Ямада, Линия Тадзавако, Линия Iwate Galaxy | Мориока        | префектура Иватэ |
| Сидзукуиси | 雫石              | 552.9                    | Линия Тадзавако                                                                  | Сидзукуиси     | префектура Иватэ |
| Тадзавако  | 田沢湖            | 579.4                    | Линия Тадзавако                                                                  | Сембоку        | префектура Акита |
| Какунодате | 角館              | 600.0                    | Линия Тадзавако, Линия Акита Наирику                                             | Сембоку        | префектура Акита |
| Омагари    | 大曲              | 618.5                    | Линия Тазавако, Главная линия Оу                                                 | Дайсен         | префектура Акита |
| Акита      | 秋田              | 670.2                    | Главная линия Оу, Главная линия Уэцу, Линия Ога                                  | Акита          | префектура Акита |

1. ↑  Kobayashi T. Progress of Electric Railways in Japan (англ.) // (unknown type) — 2005. — Iss. 42. — P. 62.